# Ronald Lopatny
Ronald Lopatny (parfois écrit Lopatni ; né le 19 septembre 1944 à Zagreb et mort le 5 mai 2022) est un joueur de water-polo yougoslave qui remporte la médaille d'or lors des Jeux olympiques d'été de 1968 à Mexico.